# 伊豫之二名島扶桑太鼓
伊豫之二名島扶桑太鼓（いよのふたなじまふそうだいこ）は、愛媛県伊予市の郷土芸能。
FUSOU&ARATA（ふそうあんどあらた）は、同市を拠点とした和太鼓楽団。

## 概要
1981年に次代を担う青少年の育成と、後生へ引き継ぐ郷土芸能文化を目的に創作。イベント・慰問を始め、年間を通じて市内に限らず県内外へのさまざまな行事等へ参加・出演、先輩から後輩へと継承しながら積極的に活動中。
演奏持ち曲は『扶桑太鼓』・『五色爛打（らんだ）』・『伊予股肱（ここう）』の継承曲が3曲。オリジナル曲を合わせると10曲以上になる。全曲、十数基の各種太鼓による組曲で各テーマのもと演奏。市内小・中学生で編成された後輩チーム『鼓若連』の育成・指導を行っている。他に、市内の保育園の年長園児、市内の知的障害者施設へ指導を行っている。
1990年代低迷していた和太鼓集団であったが、ここ数年においては県外遠征もする和太鼓集団になった。この要因としては、子供のチーム『鼓若連』出身者が現在の中軸メンバーに成長したものと思われる。また女性メンバーの『ARATA』が誕生し活動している。
メンバーの中にプロ、ノンプロ経験者がいるが、アマチュアの和太鼓集団である。毎年6月、市内で土曜夜市にストリートライブを行っている。また年間を通じて道後温泉坊っちゃん広場でのライブを行っている。
2018年5月に愛媛県文化協会地域文化功労賞を受賞。
「伊豫之二名島」は昔の言葉で四国を意味している。
プロ和太鼓集団FUSOU&ARATAの出身母体である。

## 演奏特徴
和太鼓最大の特徴の大きな音を重要視しない事で知られる。この特徴は、継承曲の作曲者である天野太鼓の宗家家元天野宣の指導があったからだと言われる。小さい音を出す時、腰を低くし表現する。音楽色が強い和太鼓演奏で、コンサートライブなどでは特徴を発揮するが、地元松山市を中心に祭りが盛んな秋祭りなどでは不評な場合がある。
扶桑ミュージックまたは扶桑サウンドと表現される。

## メンバー
子供のチームから大人チームへの継続意向確立している。16歳から大人チームに入り直しで、そこから3年間見習いを経て活動に入る。成人でチームに参加する者の多くは、代表でプロの和太鼓奏者でもある松田新一に弟子入りし活動している。
- 松田新一（元鼓若連）
- 徳永実（元鼓若連）
- 玉井清治
- 青野真理子
- 田村陽輔
- 影岡祐紀（元鼓若連）
- 中村文香（元鼓若連）
- 二宮凪（元鼓若連）
- 高松大輝（元鼓若連）
- 高松健汰（鼓若連出身）
- 松田柚花（鼓若連出身）
- 三好彩加（鼓若連出身）
- 松田貴弥（鼓若連出身）